# Slobodan Rajković
Slobodan Rajković (serbio: Слободан Рајковић; Belgrado, antigua República Federal Socialista de Yugoslavia, 3 de febrero de 1989) es un exfutbolista serbio que jugaba de defensa. Tras poner fin a su carrera como jugador en 2022, siguió vinculado al fútbol como agente de futbolistas.

## Trayectoria
Comenzó su carrera futbolística en el OFK Belgrado de Serbia a los 15 años de edad. Durante su segunda temporada en el primer equipo, la reputación de Rajković creció de manera tal que en noviembre de 2005 el Chelsea FC de Inglaterra decidió contratar al jugador pagando una cantidad de 5,2 millones de € cuando ya tenía 16 años de edad, siendo esta la mayor cantidad que había pagado un club por un jugador menor a los 18 años de edad hasta el momento.
Bajo los términos del acuerdo, se decidió que Rajković permaneciera en el OFK Belgrado por 2 años más, pero esta vez cedido en préstamo por el Chelsea, el cual finalizó en 2007.
En junio de 2007 fue cedido en préstamo al PSV Eindhoven de la Eredivisie neerlandesa durante toda la temporada 2007-08, como parte del acuerdo entre el Chelsea y el PSV Eindhoven de intercambiar a Rajković por el defensa brasileño Alex.
Después de un año, el PSV Eindhoven quería extender el préstamo de Rajković durante otro año más, pero el Chelsea se negó ya que Rajković estaba recibiendo muy pocas oportunidades en el equipo neerlandés, por lo que el 9 de julio de 2008 el FC Twente se hizo con los servicios del jugador durante un año, pero también en calidad de préstamo. Al final de la temporada, Rajković extendió su préstamo con el conjunto neerlandés hasta el final de la temporada 2009-10.
El 2 de mayo de 2010, el Twente obtuvo su primer título de liga desde su fundación en 1965 con una victoria de 2-0 sobre el NAC Breda, siendo el primer título que obtendría Rajković como profesional. Al finalizar la temporada, Rajković regresó al Chelsea. Sin embargo, el 24 de agosto de 2010, Rajković fue cedido al SBV Vitesse de los Países Bajos hasta el final de la temporada 2010-11, junto con sus compañeros del Chelsea Nemanja Matić y Matej Delač. Su debut con el Vitesse en la Eredivisie fue el 11 de septiembre de 2010 ante el SC Heerenveen, en donde Rajković disputó los 90 minutos. En ese partido, el Heerenveen se impuso por 2-1. Su segundo partido en la liga fue el 18 de septiembre de 2010 ante el NAC Breda. En ese partido, el Vitesse y el NAC Breda empataron a 0-0. El 24 de octubre de 2010, en un encuentro ante el FC Utrecht, Rajković anotó un autogol al minuto 3, lo que puso momentáneamente arriba al Utrecht en el marcador. Al final, el Vitesse fue derrotado 4-1 por el Utrecht. Rajković se desempeñó como capitán del equipo durante gran parte de la temporada y finalizó la campaña con 24 encuentros de liga disputados.
El 24 de agosto de 2011, Rajković firmó un contrato de 4 años con el Hamburgo SV de Alemania luego de no haber podido conseguir un permiso de trabajo en el Reino Unido para poder jugar con el Chelsea.

### Suspensión
El 4 de septiembre de 2008 fue suspendido por la FIFA de toda competencia futbolística durante un año después de escupirle en la cara al árbitro Abdullah Al Hilali cuando disputaba un partido con la selección de Serbia contra de la selección de Argentina correspondiente a los Juegos Olímpicos de Pekín 2008. Sin embargo, el 24 de noviembre de 2008, la FIFA redujo su castigo a solo partidos internacionales con su selección, el cual fue acordado por el panel de apelación de la FIFA, después de que el Chelsea salió como su defensor e impugnó la decisión final.

## Selección nacional
Rajković ha sido internacional con la selección de Serbia sub-17, sub-21 y absoluta. Con la sub-21 disputó partidos clasificatorios para la Eurocopa Sub-21 de 2008, siendo el jugador más joven en la historia que ha jugado partidos clasificatorios a dicha competencia.

## Clubes
| Club                       | País         | Año       |
| -------------------------- | ------------ | --------- |
| O. F. K. Belgrado          | Serbia       | 2004-2005 |
| Chelsea F. C.              | Inglaterra   | 2006-2011 |
| O. F. K. Belgrado (cedido) | Serbia       | 2006-2007 |
| PSV Eindhoven (cedido)     | Países Bajos | 2007-2008 |
| F. C. Twente (cedido)      | Países Bajos | 2008-2010 |
| S. B. V. Vitesse (cedido)  | Países Bajos | 2010-2011 |
| Hamburgo S. V.             | Alemania     | 2011-2015 |
| SV Darmstadt 98            | Alemania     | 2015-2016 |
| U. S. Palermo              | Italia       | 2016-2019 |
| A. C. Perugia Calcio       | Italia       | 2020      |
| F. C. Lokomotiv Moscú      | Rusia        | 2020-2021 |
| F. K. TSC Bačka Topola     | Serbia       | 2021-2022 |
| MTK Budapest F. C.         | Hungría      | 2022      |

## Palmarés

### Torneos nacionales
| Título     | Club          | País         | Año     |
| ---------- | ------------- | ------------ | ------- |
| Eredivisie | PSV Eindhoven | Países Bajos | 2007-08 |
| Eredivisie | F. C. Twente  | Países Bajos | 2009-10 |